# 熱帶火蟻
熱帶火蟻（學名：Solenopsis geminata）是一種分佈廣泛的火蟻，也是火蟻屬的模式種，屬於火蟻族，它最初被歸入美洲切葉蟻屬（Atta)。該物種分佈於泛熱帶地區。 

## 分佈
熱帶火蟻原產於中美洲和南美洲，但後來透過人類的引入等方式傳播到整個熱帶地區。這種是一種入侵物種，其分佈範圍比入侵紅火蟻還要廣泛。

## 亞種
依全球生物多樣性資訊機構列表亞種：
1. 熱帶火蟻亞種屬 Solenopsis geminata subsp. geminata (Fabricius, 1804)
2. Solenopsis geminata micans (Stitz, 1912)
3. Solenopsis geminata rufa (Fabricius, 1804)

## 毒液
熱帶火蟻的毒液的威力和危險性與入侵紅火蟻的毒液相當，可引起嚴重的過敏反應

## 外部連結
维基共享资源上的相關多媒體資源：熱帶火蟻